# Trilvlieg
De trilvlieg (Toxonevra muliebris) is een vliegensoort uit de familie Pallopteridae.

## Taxonomie
De wetenschappelijke naam van de soort werd in 1780 als Musca muliebris gepubliceerd door Moses Harris. De geslachtsnaam komt ook als Toxoneura in de literatuur voor. Die naam werd echter door Justin Pierre Marie Macquart in 1835 expliciet als Toxonevra gepubliceerd, en de vorm 'Toxoneura' wordt beschouwd als een spelfout van Toxonevra. De trilvlieg staat ook bekend onder de verouderde wetenschappelijke naam Palloptera muliebris.

## Kenmerken
In 1780 beschreef Harris de vlieg als een soort die 2 lines meet. De kop, het borststuk, het achterlijf en de poten zijn bleekbruin. De vleugels zijn doorzichtig, met twee brede bruine banden van de top naar de aanhechting, een langs de voorrand, en een door het midden. De vlieg schudt de vleugels wanneer hij loopt en laat zich niet snel verjagen. Het patroon op de vleugels is uniek en karakteristiek voor de soort. 

## Verspreiding
De trilvlieg is endemisch in Europa. De soort komt onder andere voor in Frankrijk, Groot-Brittannië, Italië, Oostenrijk en Spanje. De soort is ook in Noord-Amerika waargenomen.

## Ecologie
Larven van deze soort zijn gevonden onder schors, en er wordt verondersteld dat ze zich voeden met de larven van verschillende kevers. In Noord-Amerika zijn volwassen exemplaren van deze soort gevonden in huizen. Dit hangt mogelijk samen met het binnenshuis voorkomen van de larven van kevers uit de familie van de spektorren (Dermestidae), waarmee de larven van de trilvlieg zich voeden. De kevers zijn een plaag in Noord-Amerika.